# Lex
Вижте пояснителната страница за други значения на Lex.
Lex от латински е закон. Отделните закони в Древен Рим са се обозначавали с допълнителна приставка, напр. Lex Salica – Салически закон.